# Piet Romeijn
Piet Romeijn (* 10. září 1939, Schiedam) je bývalý nizozemský fotbalista, pravý obránce. 
Po skončení aktivní kariéry působil jako trenér.

## Fotbalová kariéra
Začínal v týmu Schiedamse VV. Nizozemskou ligu hrál za Feyenoord. Nastoupil ve 202 ligových utkáních a dal 3 góly. S Feyenoordem vyhrál třikrát nizozemskou ligu a dvakrát pohár. V Poháru mistrů evropských zemí nastoupil v 10 utkáních a dal 1 gól a ve Veletržním poháru nastoupil v 1 utkání. V Interkontinentálním poháru nastoupil ve 2 utkáních a pohár v roce 1970 s Feyenoordem vyhrál. Kariéru končil v mateřském klubu Schiedamse VV. Za nizozemskou reprezentaci nastoupil v letech 1967-1968 ve 4 utkáních a dal 1 gól.

## Ligová bilance
| Ročník                    | Zápasy | Góly | Klub          |
| ------------------------- | ------ | ---- | ------------- |
| Eerste Divisie 1956/57    | -      | -    | Schiedamse VV |
| Eerste Divisie 1957/58    | -      | -    | Schiedamse VV |
| Eerste Divisie 1958/59    | -      | -    | Schiedamse VV |
| Eerste Divisie 1959/60    | -      | -    | Schiedamse VV |
| Eerste Divisie 1960/61    | -      | -    | Schiedamse VV |
| Eerste Divisie 1961/62    | -      | -    | Schiedamse VV |
| Eredivisie 1962/63        | 4      | 0    | Feyenoord     |
| Eredivisie 1963/64        | 8      | 0    | Feyenoord     |
| Eredivisie 1964/65        | 26     | 0    | Feyenoord     |
| Eredivisie 1965/66        | 18     | 0    | Feyenoord     |
| Eredivisie 1966/67        | 26     | 0    | Feyenoord     |
| Eredivisie 1967/68        | 34     | 2    | Feyenoord     |
| Eredivisie 1968/69        | 32     | 1    | Feyenoord     |
| Eredivisie 1969/70        | 29     | 0    | Feyenoord     |
| Eredivisie 1970/71        | 23     | 0    | Feyenoord     |
| Eredivisie 1971/72        | 2      | 0    | Feyenoord     |
| Eerste Divisie 1971/72    | -      | -    | Schiedamse VV |
| CELKEM 1. nizozemská liga | 202    | 3    |               |